# Francesco Casagrande
Francesco Casagrande (nacido el 14 de septiembre de 1970 en Florencia) fue un ciclista italiano, profesional entre los años 1993 y 2005, durante los cuales logró 49 victorias.
Obtuvo buenos resultados en las Grandes Vueltas, destacando el segundo lugar alcanzado en el Giro de Italia 2000, el cual perdió en la última contrarreloj, aquejado de ciática, en beneficio de Stefano Garzelli.
También ganó varias pruebas importantes de un día, como la Clásica de San Sebastián, durante dos años consecutivos, y la Flecha Valona. Además, fue 4.º en el Campeonato del Mundo de 1999. Ahora mismo corre en la modalidad de MTB , dónde se le ha visto correr varias veces la Andalucía Bike Race, actualmente hace parte del equipo Cicli Taddei-Specialized de Italia.

## Palmarés
| 1994 - Milán-Turín - 2.º en el Campeonato de Italia en Ruta - Giro d'Emilia - Giro de Toscana - Florencia-Pistoia 1995 - Giro de los Apeninos - Coppa Placci - Florencia-Pistoia 1996 - Tirreno-Adriático - Vuelta al País Vasco, más 2 etapas 1997 - 2.º en el Campeonato de Italia en Ruta - Giro de la Romagna 1998 - Clásica de San Sebastián - 1 etapa del Tour del Mediterráneo - Trofeo Matteotti 1999 - Clásica de San Sebastián - Vuelta a Suiza, más 1 etapa - Trofeo Matteotti | 2000 - Flecha Valona - Subida a Urkiola - 2.º en el Giro de Italia, más 1 etapa y clasificación de la montaña - Ranking UCI - 3.º en la Copa del Mundo - Coppa Placci 2001 - Giro del Trentino - Coppa Agostoni - Trofeo Melinda 2002 - Giro del Trentino - 1 etapa del Giro de Italia - 1 etapa de la Vuelta a Suiza - Settimana Coppi e Bartali - 3.º en el Campeonato de Italia en Ruta 2003 - 2 etapas de la Vuelta a Suiza - 1 etapa de la Bicicleta Vasca - Coppa Agostoni - Trofeo Melinda |

## Resultados

### Grandes Vueltas
| Carrera | Carrera         | 1992 | 1993 | 1994 | 1995 | 1996 | 1997 | 1998 | 1999 | 2000 | 2001 | 2002 | 2003 | 2004 | 2005 |
| ------- | --------------- | ---- | ---- | ---- | ---- | ---- | ---- | ---- | ---- | ---- | ---- | ---- | ---- | ---- | ---- |
|         | Giro de Italia  | —    | 40.º | 22.º | 10.º | 31.º | —    | —    | —    | 2.º  | Ab.  | Des. | Ab.  | —    | —    |
|         | Tour de Francia | —    | —    | —    | —    | —    | 6.º  | Ab.  | —    | —    | Ab.  | —    | —    | —    | —    |
|         | Vuelta a España | —    | —    | —    | —    | Ab.  | —    | —    | —    | —    | —    | 7.º  | —    | Ab.  | —    |

### Vueltas menores
| Carrera | Carrera              | 1992 | 1993 | 1994 | 1995 | 1996 | 1997 | 1998 | 1999 | 2000 | 2001 | 2002 | 2003 | 2004 | 2005 |
| ------- | -------------------- | ---- | ---- | ---- | ---- | ---- | ---- | ---- | ---- | ---- | ---- | ---- | ---- | ---- | ---- |
|         | París-Niza           | —    | —    | —    | —    | —    | —    | —    | —    | 50.º | —    | —    | —    | —    | —    |
|         | Tirreno-Adriático    | —    | 20.º | 5.º  | 11.º | 1.º  | 9.º  | Ab.  | —    | —    | 13.º | 84.º | —    | —    | —    |
|         | Volta a Cataluña     | —    | —    | —    | Ab.  | —    | —    | —    | —    | —    | —    | —    | —    | —    | —    |
|         | Vuelta al País Vasco | —    | —    | 4.º  | —    | 1.º  | 22.º | 17.º | —    | Ab.  | 6.º  | Ab.  | Ab.  | —    | —    |
|         | Tour de Romandía     | —    | —    | —    | 2.º  | 21.º | —    | 3.º  | —    | 11.º | —    | —    | —    | —    | —    |
|         | Vuelta a Suiza       | —    | —    | —    | —    | —    | 13.º | 5.º  | 1.º  | Ab.  | —    | 9.º  | Ab.  | Ab.  | —    |

### Clásicas, Campeonatos y JJ. OO.
| Carrera               | Carrera               | 1992 | 1993          | 1994          | 1995          | 1996 | 1997          | 1998          | 1999          | 2000 | 2001          | 2002          | 2003          | 2004 | 2005 |
| --------------------- | --------------------- | ---- | ------------- | ------------- | ------------- | ---- | ------------- | ------------- | ------------- | ---- | ------------- | ------------- | ------------- | ---- | ---- |
|                       | Milan San Remo        | —    | —             | 34.º          | 31.º          | —    | 4.º           | —             | —             | 36.º | 23.º          | —             | —             | —    | 37.º |
| Gante-Wevelgem        | Gante-Wevelgem        | —    | —             | —             | 28.º          | —    | —             | —             | —             | —    | —             | —             | —             | —    | —    |
| Amstel Gold Race      | Amstel Gold Race      | —    | —             | 36.º          | 15.º          | —    | 16.º          | 15.º          | —             | 10.º | —             | —             | 6.º           | —    | —    |
| Flecha Valona         | Flecha Valona         | —    | —             | 6.º           | 4.º           | 20.º | 57.º          | 22.º          | —             | 1.º  | 6.º           | 10.º          | 78.º          | —    | —    |
|                       | Lieja-Bastoña-Lieja   | —    | —             | 17.º          | 5.º           | —    | 15.º          | 4.º           | —             | 9.º  | 4.º           | 8.º           | 5.º           | —    | —    |
| EuroEyes Classics     | EuroEyes Classics     | —    | —             | —             | —             | —    | —             | 70.º          | —             | 2.º  | 36.º          | —             | 78.º          | —    | —    |
| Clásica San Sebastián | Clásica San Sebastián | —    | 25.º          | —             | 11.º          | 9.º  | —             | 1.º           | 1.º           | 22.º | 2.º           | 45.º          | 4.º           | —    | —    |
| Campeonato de Zúrich  | Campeonato de Zúrich  | —    | 16.º          | 10.º          | 15.º          | 5.º  | —             | —             | Ab.           | 3.º  | 4.º           | —             | 11.º          | 21.º | —    |
| París-Tours           | París-Tours           | —    | —             | —             | —             | 44.º | —             | —             | 83.º          | Ab.  | —             | —             | —             | —    | —    |
|                       | Giro de Lombardía     | —    | 36.º          | 11.º          | 7.º           | 18.º | 3.º           | —             | —             | 2.º  | 23.º          | 5.º           | 46.º          | 26.º | —    |
| JJ. OO. (Ruta)        | JJ. OO. (Ruta)        | —    | No se disputó | No se disputó | No se disputó | 32.º | No se disputó | No se disputó | No se disputó | 66.º | No se disputó | No se disputó | No se disputó | —    |      |
| Mundial en Ruta       | Mundial en Ruta       | —    | —             | 16.º          | 12.º          | 29.º | 13.º          | —             | 4.º           | 10.º | 40.º          | —             | 56.º          | —    | —    |
| Italia en Ruta        | Italia en Ruta        | —    | 14.º          | 2.º           | —             | —    | 2.º           | —             | —             | —    | —             | 3.º           | —             | —    | —    |

 —: No participa

Ab.: Abandona

X: Ediciones no celebradas

## Reconocimientos
- Mendrisio de Oro (2000)